# Choroš smolonohý
Choroš smolonohý (Royoporus badius) je nejedlá houba z čeledi chorošovitých. Jedná se o dřevokaznou houbu.

## Popis
Klobouk je až 25 cm široký, nepravidelně okrouhlého tvaru, někdy je mírně nálevkovitý. Na svrchní straně je zbaven červenohnědě, v nejpromáčklejším místě uprostřed až černohnědě, směrem k okrajům naopka vybledá do hnědookrova. Za vlhka je lesklý a lepkavý.
Na spodní straně klobouku se nachází hymenofor tvořený na třeň sbíhajícími rourkami s velmi drobnými bílými póry.
Třeň je až 5 cm dlouhý, někdy je však velmi krátký, ke klobouku někdy excentricky přirůstající. Je plstnatý, zbarvený tmavě černohnědě, jen v horní části je pokryt bělavými póry.
Celá plodnice je jednoletá a dost houževnaté konzistence.

## Výskyt
Choroš smolonohý roste roztroušeně na živých i mrtvých kmenech listnatých stromů, na jejich pahýlech a pařezech. Obvykle se vyskytuje na bucích a vrbách. Nejčastěji ho lze nalézt v nížinách a pahorkatinách.

## Možnost záměny

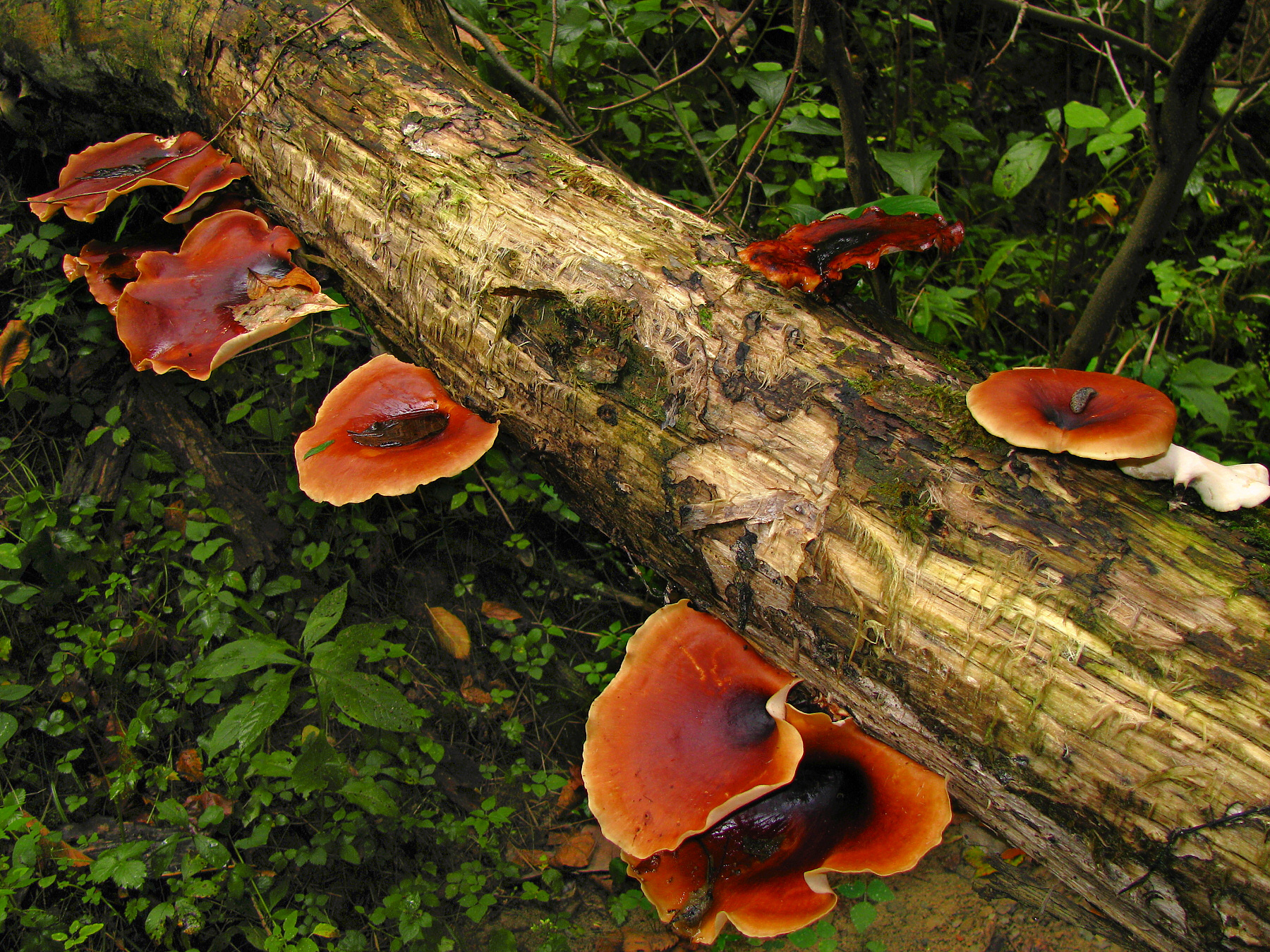
Kmen stromu obrostlý plodnicemi choroše smolonohého (Polyporus badius).

Choroš smolonohý lze zaměnit se vzácnějším chorošem černonohým (Polyporus melanopus). Ten však má klobouk matný a třeň o něco delší a štíhlejší.